# Yōsuke Kashiwagi
Yōsuke Kashiwagi (Kobe, 15 de dezembro de 1987), é um ex-futebolista japonês que atuava como meio-campo.

## Carreira
Yōsuke Kashiwagi começou a carreira no Sanfrecce Hiroshima.

## Títulos

### Clube
Sanfrecce Hiroshima
- J2 League: 2008

Urawa Red Diamonds
- Copa da Liga Japonesa: 2016
- Copa Suruga Bank: 2017
- Liga dos Campeões da AFC: 2017

### Seleção
Japão
- Copa da Ásia: 2011

Individuais
- Melhor Jogador da Liga dos Campeões da AFC: 2017